# Padé
Padé (szerbül Падеј / Padej) település Szerbiában, a Vajdaságban, az Észak-bánsági körzetben, Csóka községben. A falu magyar többségű, de szerbek és romák is élnek itt.

## Fekvése
Nagykikindától nyugatra, Csókától délre, a Tisza és az Aranka összefolyása közelében, Tiszaszentmiklós, Ada és Szaján közt fekvő település.

## Története
Padé Árpád-kori település. Nevét már 1256-ban említette oklevél, mint a Csanád nemzetség ősi birtokát. Padé egykor nem a mai helyén, hanem  a mai községtől keletre, a Szelistye nevű dűlőben feküdt.
1256-ban, a Csanád nemzetség tagjainak osztozkodásakor, Padé Kelemenös bán fiainak jutott, kinek unokáját, Tamás ispánt, IV. László király 1285. április 26-án megerősítette itteni birtokaiban. Az 1337. évi újabb birtokmegosztáskor az egész falut a Makófalvi család kapta, 1479-ben pedig Frank László és János voltak Padé birtokosai.
A török hódoltság kezdetekor szerbek telepedtek le itt. Az 1557-1558-as összeíráskor a temesvári defterdár 40 családfőt talált itt.
Padét I. Ferdinánd király előbb Cserepovics Gáspárnak, majd annak halála után Szentgotthárdi Mártonnak, Dóczy Gergelynek és Kelemennek adományozta a falut.
1582-ben Padét csak öt szerb juhász lakta. 1653-ban a garamszentbenedeki konvent iktatta be az itteni birtokba Bélteki Pált és Olasz Pált.
A török hódoltság után, 1717-ben már 20 ház állt itt, de lakosai 1725-ben elhagyták és a csanádi tiszttartóság csak lassanként tudta őket ismét összeszedni.
1779-ben Padé Torontál vármegyéhez tartozott.

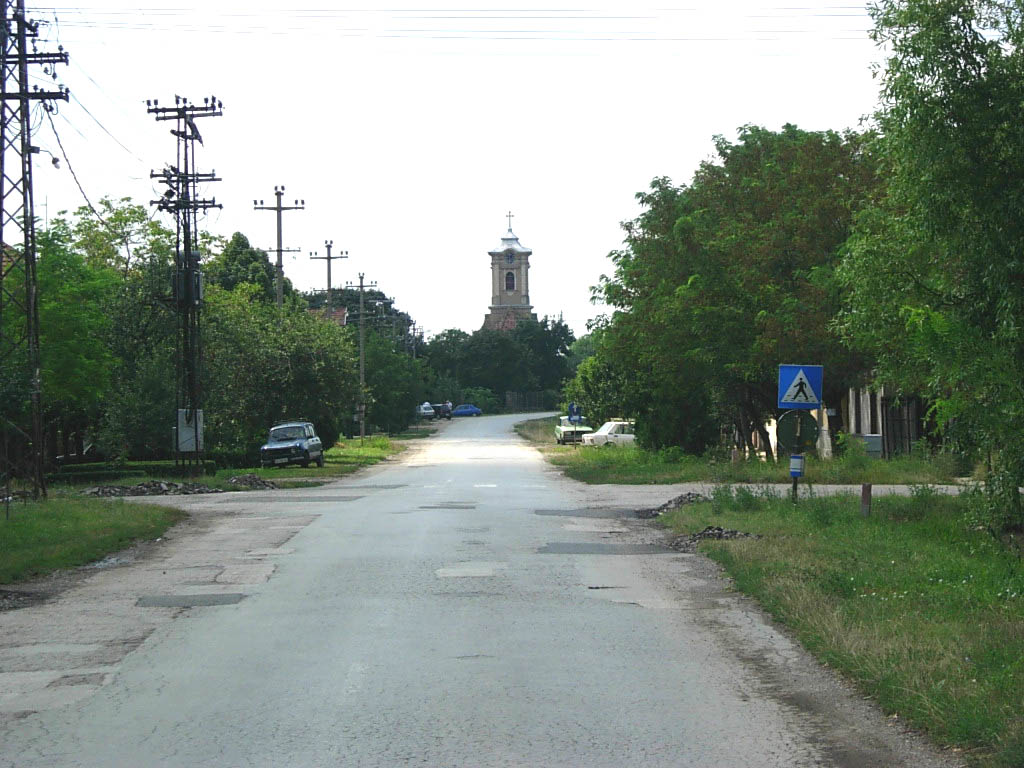
Utcarészlet a katolikus templommal

1781-ben Ormosdy István pozsonyi lakos vásárolta meg a kincstártól.
1814-ben Padéi Diván Konstantin, majd Diván György volt a falu földesura.
1784-ben, majd 1839-ben a kincstár magyar dohánytermelő családokat telepített ide.
1851-ben Fényes Elek írta Padéról:
"Pádé, szerb-német falu, Torontál vármegyében, utolsó postája Mokrin, 923 óhitű, 540 katholikus lakossal, óhitű és katholikus anyatemplommal. Határa igen termékeny, ámbár sok helyt mocsáros és szikes; van 42 7/8 úrbéri telke, s rétje a Tiszán. Földesura a Diván család."
1910-ben 1641 lakosából 593 magyar, 34 német, 1005 szerb volt. Ebből 588 római katolikus, 1012 görögkeleti ortodox, 30 izraelita volt.
A trianoni békeszerződés előtt Torontál vármegye Nagykikindai járásához tartozott.

### Tisza-Szent-Péter
Padétól délre, a Tisza partján feküdt a középkorban Tisza-Szent-Péter nevű falu is, mely az 1332 évi pápai tizedjegyzékben is fel volt tüntetve.

## Népesség

### Demográfiai változások
| 1948 | 1953 | 1961 | 1971 | 1981 | 1991 | 2002 | 2011 |
| ---- | ---- | ---- | ---- | ---- | ---- | ---- | ---- |
| 4494 | 4610 | 4545 | 3993 | 3465 | 3190 | 2882 | 2376 |

## Nevezetességek
- Római katolikus temploma - 1842-ben épült Padéi Diván György költségén
- Görögkeleti temploma - 1855-ben épült

## Külső hivatkozások
- Padé története. Vajdasági Magyar Digitális Adattár